# جوزيف هرمان مور
جوزيف هرمان مور (بالألمانية: Joseph Hermann Mohr)‏ هو كاهن كاثوليكي وملحن وشاعر ألماني، ولد في 10 يناير 1834 في زيغبورغ في ألمانيا، وتوفي في 7 فبراير 1892 في ميونخ في ألمانيا.